# Coelophoris andasy
Coelophoris andasy là một loài bướm đêm trong họ Noctuidae.